# Gerard Majella
Svatý Gerard Majella, C.Ss.R. (někdy též Mejella, duben 1726, Itálie – 16. října 1755, Caposele) byl řeholní bratr Kongregace Nejsvětějšího Vykupitele, známějších spíše jako redemptoristé, který je uctíván katolickou církví jako světec.
Jeho svátek se slaví 16. října. Je uctíván jako patron dětí, nenarozených dětí, žen po dítěti toužících, nastávajících matek, matek obecně, a dále též jako patron falešně obviněných, dobré zpovědi, řeholních bratrů a italského města Muro Lucano.

## Dětství a mládí
Gerard Majella se narodil v jihoitalském městečku Muro mezi 6. až 23. dubnem roku 1726 krejčímu Domenico Majellovi a Benedettě Galellové jako nejmladší z jejich pěti dětí. Dle matriky byl pokřtěn 23. dubna téhož roku v tamním kostele Nejsvětější Trojice. Již od dětství byl křehké postavy a chatrného zdraví, jeho matka se o něj o to více láskyplně starala a dala mu výbornou náboženskou výchovu. Přitom pečovala i o jeho sourozence a o domácnost, zatímco otec rodinu živil. Do školy docházel mladý Gerard do dvacet kilometrů vzdálené vesnice San Fele. Byl velice zbožný a často navštěvoval místní kostely, ve kterých proklečel celé hodiny před Nejsvětější svátostí.
Roku 1738, když bylo Gerardovi dvanáct let, mu zemřel otec a rodina se ocitla v chudobě. Jeho matka jej poslala do učení, aby se mladý Gerard naučil šít, a on se tak mohl vydat ve stopách řemesla svého otce. Učil se u místního krejčího, který jej však týral, pro jeho častou modlitbu ho považoval za omezeného, a často jej bil. Gerard však v tomto přijímaném utrpení a ponížení viděl následování Krista. Po čtyřech letech učení zanechal.
V srdci nosil touhu po kněžském povolání. V roce 1740 usiloval o vstup do kapucínského řádu, avšak byl odmítnut kvůli podlomenému zdraví a vyhublé postavě, takže by tvrdá řeholní formace a asketický život v kapucínském klášteře mohl ohrozit jeho život. Nakonec přijal místo sluhy u diecézního biskupa Lacedonie Mons. Claudio Domenica Albiniho. Biskup byl nepříjemný člověk a sloužící u něj moc dlouho zpravidla nevydrželi, Gerard mu ale dosloužil až do jeho smrti v roce 1744.
Po biskupově smrti se vrátil do rodného městečka Muro a zřídil si krejčovskou dílnu. Krejčovské řemeslo mu sotva stačilo k uživení, i přesto však veškeré vydělané peníze dělil mezi svoji matku, almužny pro místní chudé, kterým ve své dílně šil zdarma to, co potřebovali. Žil velice skromně, až asketicky, byl též mimořádně pokorný a od dětství až neuvěřitelně trpělivý k nejrůznějším ústrkům. Každou noc se několik hodin modlil a pamatoval na duše v očistci, za které dával pravidelně sloužit mše svaté.

## Řeholní povolání a smrt
Při lidových misiích v jeho rodném městečku roku 1749 se seznámil s členy Kongregace Nejsvětějšího Vykupitele - redemptoristů. Žádal je o své přijetí k nim, ale byl odmítnut, opět kvůli svému chatrnému zdraví. Gerard se však odhodlal zažádat o přijetí do kongregace znovu. Když o tomto svém úmyslu řekl své matce, tak jej zamkla v jeho pokoji. Gerard však v noci utekl oknem a nedaleko za městem dohonil odcházející misionáře. Když kněz P. Paolo Cafaro, C.Ss.R. uviděl Gerardovu horlivost a jeho naléhání, odvolal své předchozí zamítnutí, napsal doporučující dopis superiorovi a odeslal ho do redemptoristického noviciátu ve vesnici Deliceto, kde byl do kongregace přijat.
Po úspěšném absolvování noviciátu složil o svátku Panny Marie Karmelské 16. července 1752 řeholní sliby. Byl ustanoven za almužníka, ale konal také službu vrátného, kuchaře, krejčího, tesaře, kostelníka, a také úředníka pověřeného stavbou nových budov kláštera v Caposele. Během tří let údajně prošel s redemptoristickými misionáři pěšky celou Apulii. Na těchto svých cestách usiloval především o spásu duší a mnoho potřebných vyhledávalo jeho rady a útěchu. Staral se též o děti a jejich matky, které ho žádali o modlitby v problémových těhotenstvích, i proto je uctíván jako jejich patron. Díky své tvrdé práci, milosrdnému srdci, a hojnou pomocí všem, kteří to potřebovali, se stal známým v širokém okolí. Byly mu též připisovány dary vidění, proroctví i bilokací.
V roce 1754 byl obviněn Neirou Caggianovou, že porušil slib čistoty a má vztah s mladou ženou, v domě jejíž rodiny redemptoristé často pobývali na svých misijních cestách. Zakladatel a generální představený kongregace redemptoristů Alfons Maria z Liguori, který dopis s obviněním obdržel, si Gerarda předvolal a konfrontoval jej. Gerard však na obvinění nijak nepopřel a mlčel. Ačkoliv generální představený nevěřil, že je Gerard vinen, nemohl vzhledem k nepopření obvinění nejednat, uložil Gerardovi těžké pokání, zákaz přistupovat ke Svatému přijímání, a tvrdou internaci v klášteře. Gerard vše bez protestů přijal, vykonával uložené tresty, a vroucně se modlil. Po nějakém čase Neira Caggianovová vážně onemocněla a v lítosti opět napsala dopis generálnímu představenému, ve kterém se přiznala, že si obvinění vymyslela. K údivu všech spolubratrů, kteří se divili, že se Gerard nechal takto pomlouvat, a trpět tresty za věc, kterou nespáchal, odpověděl: „Byla to výtečná příležitost pro cestu k svatosti, ostatně řehole vyžaduje trpělivé snášení ponížení. Jestliže nezvládnu sám sebe, ztratím Boha.“
Pro své špatné zdraví byl přesunut do kláštera v Caposele, kde byl ustanoven vrátným. Ve volném čase vyřezával kříže a zobrazení trpícího Krista. Těšil se z hudby, poezie i z přírody, a nikdy neopomíjel příležitost podělit se o pokrm s chudými, neboť v nich viděl Krista, jinak skrytého v oltářní svátosti.
Ve svých 29 letech onemocněl tuberkulózou, chrlil krev a omdléval. K tomu začal trpět dyzenterií a velkými bolestmi. Před svou smrtí poděkoval představenému za oběti a výlohy, které kongregaci jako neužitečný člen způsobil a 15. října předpověděl svou smrt když řekl: „Pomozte mi připravit se na smrt, dnes v noci zemřu!“ Byl prvním umírajícím řeholníkem kongregace redemptoristů, a proto dodal: „Já nesu korouhev!“ Zemřel v Materdomini s pověstí svatosti dne 16. října 1755.

## Kanonizace a posmrtná úcta
Na základě několika potvrzených zázraků byl Gerard Majella beatifikován papežem Lvem XIII. 29. ledna 1893 v Římě, a o necelých dvanáct let později byl tamtéž 11. prosince 1904 papežem Piem X. kanonizován.

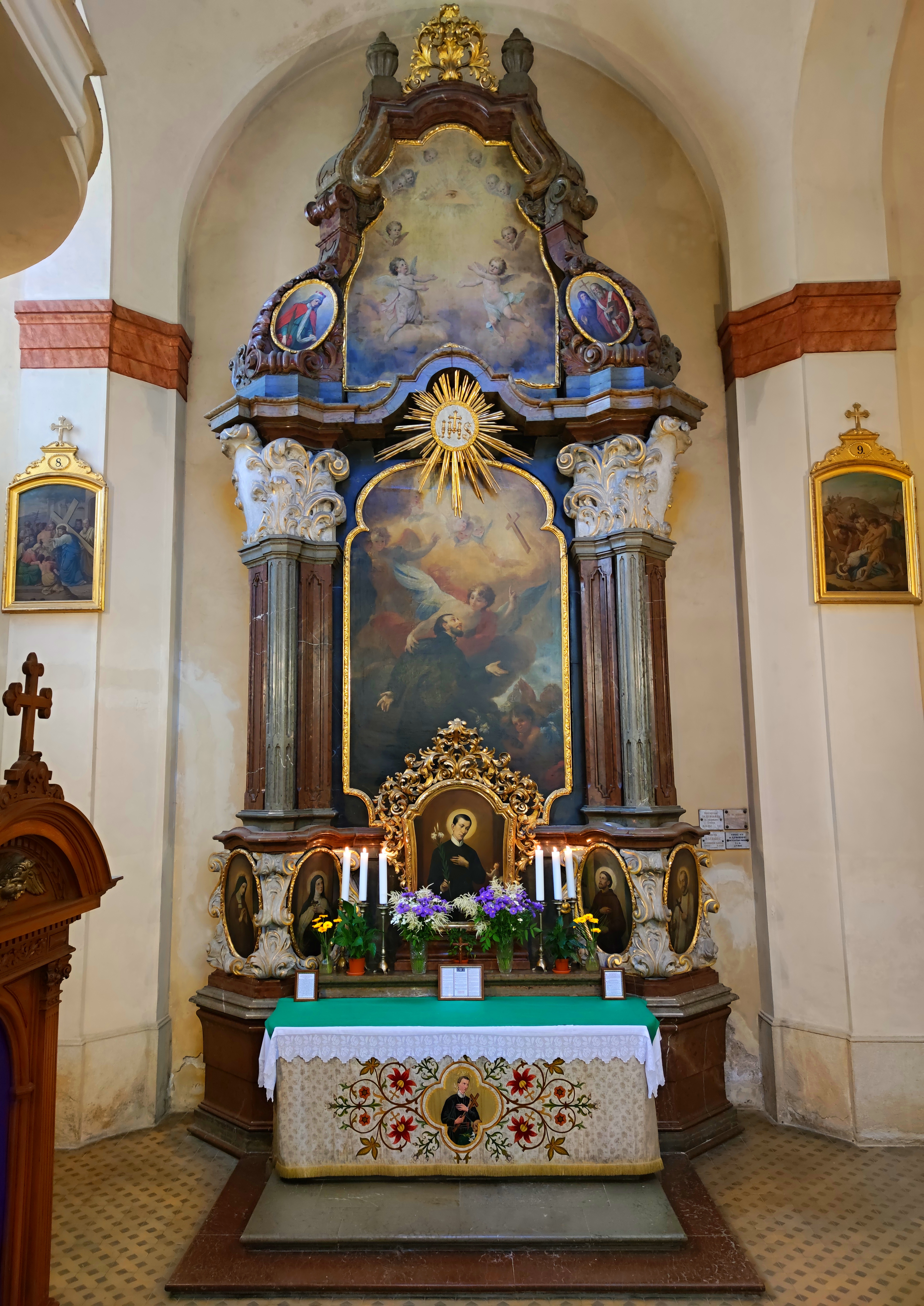
Oltář sv. Kajetána s uctívaným obrazem sv. Gerarda Majelly v kostele Panny Marie Matky ustavičné pomoci a sv. Kajetána za doby působení lazariánského řádu.

V roce 1908 byl sv. Gerardu zasvěcen první kostel v hlavním městě Nového Zélandu Wellingtonu. Následně mu bylo zasvěceno mnoho kostelů, kaplí, i bazilik po celém světě, a to většinou v místech, kde působili na misiích členové kongregace redemptoristů. Jeho svatý kult se stal velice populárním ve Spojených státech amerických, kde byla roku 1977 jemu zasvěcená kaple v kostele sv. Lucie v Newarku dedikována jako národní svatyně. Další jeho národní svatyně se nachází v bazilice Panny Marie Matky Páně a sv. Gerarda Majelly v Materdomini, tedy v místě, kde žil a zemřel.
Každý rok se též koná tzv. Slavná novéna ke sv. Gerardu Majellovi při redemptoristickém kostele sv. Josefa v Dundalku v Irsku, které se pravidelně účastní desetitisíce věřících, a která patří mezi největší náboženské události v Irsku.
Do Čech přinesli úctu ke sv. Gerardu redemptoristé působící v mateřském kostele české provincie Kongregace Nejsvětějšího Vykupitele Panny Marie Matky Ustavičné pomoci a sv. Kajetána v Praze. Okolo roku 1895 byl namalován jeho portrét, který byl vystaven k veřejné úctě na bočním oltáři sv. Kajetána z Tiene. Obraz se během let těšil stále větší úctě, byl vyhledáván mnoha poutníky a věřícími, kteří se před ním utíkali ke sv. Gerardu se svými prosbami a modlitbami v životních utrpení. Je zde zdokumentováno několik zázraků na jeho přímluvu, o čem svědčí děkovné a votivní tabulky od vyslyšených věřících, které jsou zavěšeny u epištolní strany oltáře. Vzniklo zde několik bratrstev sv. Gerarda a roku 1946 byla založena Liga sv. Gerarda Majelly.
Úcta začala postupně upadat po likvidaci kláštera redemptoristů v rámci Akce K v dubnu 1950, a po roce 2000, kdy vymřeli téměř všichni poslední žijící pamětníci a kostel byl pod správou farnosti u sv. Tomáše téměř stále uzavřen, se povědomí o kostele i přítomnosti obrazu vytratilo. O obnovení úcty ke sv. Gerardu v Praze se od roku 2019 zasadili členové Vojenského a špitálního řádu sv. Lazara Jeruzalémského, kteří obnovili jeho oltářní úctu, zavedli mše svaté v tradičním římském ritu před uctívaným obrazem, a jeho každoroční poutní slavnost. Od té doby se obraz sv. Gerarda těší mezi pražskými věřícími opět zbožné úctě.